# Charles Swann
Pour les articles homonymes, voir Swann.
Charles Swann, souvent simplement désigné par Swann (sans prénom), est un personnage d'À la recherche du temps perdu de Marcel Proust.
Figure du bourgeois mondain et cultivé, Swann est l'un des personnages les plus importants du roman. En plus d'être celui qui traverse l'œuvre de part en part, du baiser maternel aux dernières pages du Temps retrouvé, il est le seul à avoir un chapitre dédié à sa vie avant la naissance du narrateur, à savoir Un amour de Swann.

## Portrait
Charles Swann est, selon la description de Proust, un homme au « nez busqué, aux yeux verts, sous un haut front entouré de cheveux blonds, presque roux, coiffés à la Bressant » et qui porte la moustache. Dans l'obscurité du jardin de Combray, Swann n'est reconnu que par l'effet de sa voix, qui vient reconstituer dans la mémoire du narrateur son visage gravitant autour d'un monocle. En réalité, faire un portrait physique des personnages proustiens n'offre pas un grand intérêt, car le peu d'éléments descriptifs volontairement fournis par l'auteur cherche à laisser la possibilité au lecteur d'une réappropriation du physique du personnage pour le faire correspondre à l'image voulue ou imaginée à travers le récit.
Swann possède deux apparences : alors que dans la bourgeoisie campagnarde de Combray, il n'est que le fils discret d'un agent de change juif, il est à Paris un dandy charmeur et cultivé, ami intime du prince de Galles et du comte de Paris. En effet, s'il fréquente les plus grands noms du faubourg Saint-Germain, tels celui d'Oriane de Guermantes, est membre du Jockey Club et est un invité régulier de dîners du président Jules Grévy, il ne se vante jamais de ses relations auprès de la famille du narrateur qui ignore tout de ses succès mondains.
Possédant une grande culture artistique, c'est lui qui va initier le narrateur à ce monde en lui offrant des gravures des Vices et des Vertus de Giotto, en l'encourageant à lire Bergotte ou à aller voir la Berma (pastiche de l'actrice Réjane). Devant réaliser une biographie de Vermeer de Delft mais qu'il repousse toujours pour d'autres activités, Swann symbolise l'homme érudit doué d'un rapport stérile face à l'art.
Hommes aux nombreuses conquêtes féminines, un ami lui présente un jour Odette de Crécy, une demi-mondaine. Malgré le peu d'attirance qu’il éprouve pour elle au départ, Swann finit par s'y attacher et par se rapprocher du cercle Verdurin dans le seul but de lui plaire. Développant une jalousie extrême, il en arrive à faire espionner les actions de sa maîtresse et obtient des preuves qu'elle le trompe avec le comte de Forcheville. C'est à ce moment qu'il déclare avoir perdu des années de sa vie avec une femme « qui n'était pas son genre ». Finalement, après de longues manœuvres d'Odette et alors qu'il ne l'aime plus, Swann épouse son ancienne conquête pour assurer l'avenir de leur enfant, Gilberte Swann.
Après avoir vécu certaines émotions à la suite des retentissements de l'affaire Dreyfus, il meurt d'un cancer (maladie qui avait emporté sa mère) qui avait grandement affecté son physique. Le narrateur, qui l'apprend avec beaucoup de peine, se compare à lui à de nombreuses reprises et indique que c'est peut-être grâce à lui, « petit imbécile », que Swann vivra à jamais dans ses romans.

## Aspects développés

### Swann amoureux
« Dire que j’ai gâché des années de ma vie, que j’ai voulu mourir, que j’ai eu mon plus grand amour, pour une femme qui ne me plaisait pas, qui n’était pas mon genre ! »

— Marcel Proust, Du côté de chez Swann
Homme de désir, Swann possède de nombreuses maîtresses, qu'elles soient aristocrates, bourgeoises ou simples ouvrières. Cependant, l'épisode d'Un amour de Swann dévoile une histoire très particulière, et même dramatique parmi ses nombreuses aventures.
Il faut déjà comprendre comme il perçoit son amour pour Odette : attiré par toutes les femmes possédant « une chair saine, plantureuse et rose », Swann a atteint cet âge où certains automatismes viennent guider toute passion nouvelle. En rencontrant pour la première fois Odette de Crécy, il va lui trouver « mauvaise mine » et c'est d'abord elle qui va chercher à se rapprocher de lui. Ce n'est qu'après s'être habitué à sa présence que Swann va éprouver de l'intérêt à sa personne et, lui d'habitude si séducteur, va se montrer hésitant.
Plus tard, en entendant la sonate de Vinteuil dans le cercle Verdurin qu'il rejoint pour plaire à Odette, il rapproche par métonymie le plaisir d'entendre ce morceau de son sentiment pour Odette, jusqu'à en faire « l'hymne national de leur amour ». Ce rapprochement entre les œuvres d'art et son attachement se fait aussi en retrouvant, dans sa pensée, la figure de sa maîtresse dans une fresque de la chapelle Sixtine représentant Zéphora. Ce fétichisme se dévoile tout autant par la confusion entre les cattleyas et le plaisir sexuel, d'où sortira l'expression « faire catleya » pour « faire l'amour ». Par ces erreurs métonymiques, Swann cherche tant à posséder l'œuvre que l'être aimé, ce qui ne peut se résoudre que par la seule jalousie, passion de la possession.

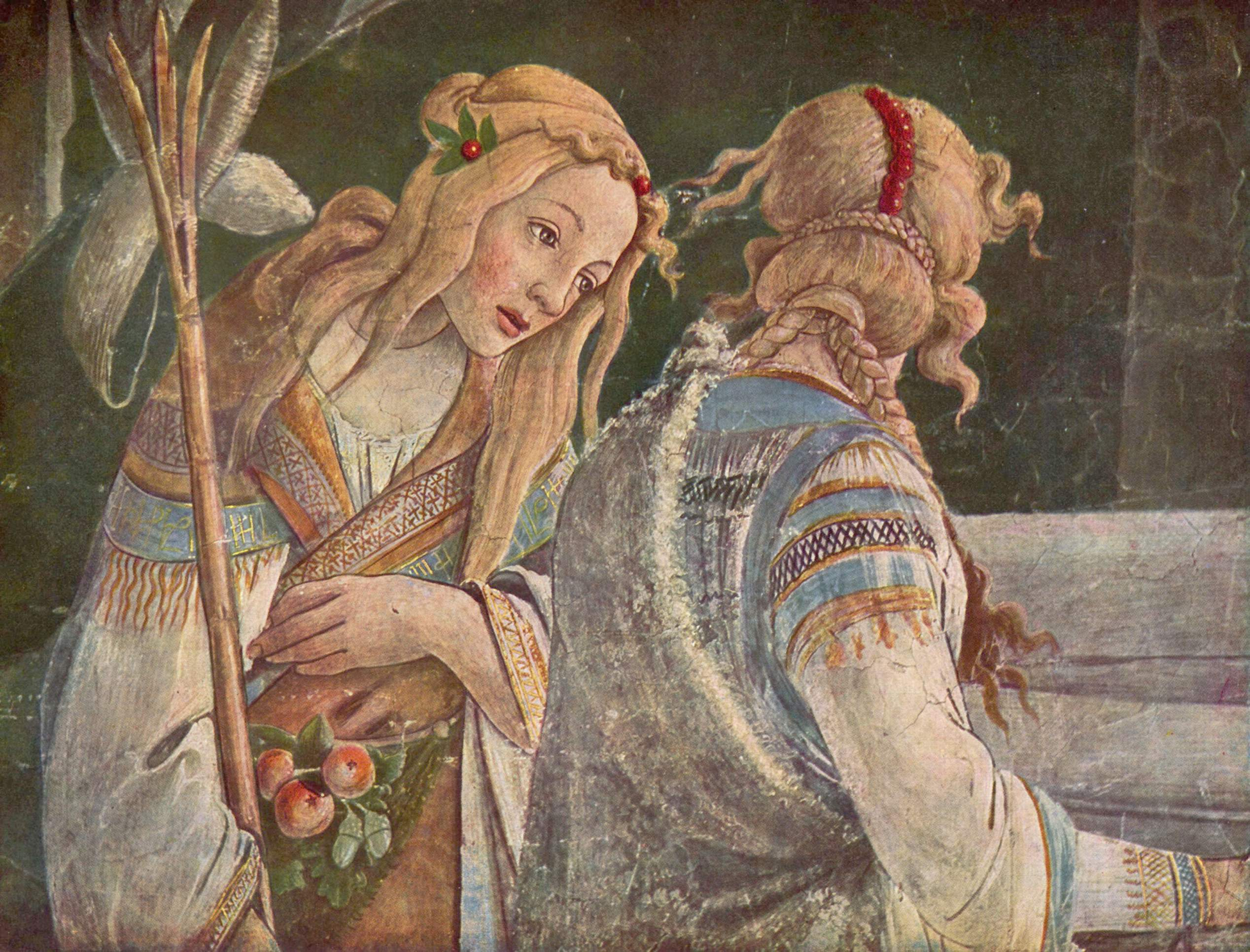
Fresque de Boticelli représentant Zéphora, où Swann retrouve la figure d'Odette

La dégradation des rapports de Swann avec le cercle Verdurin et l'arrivée du comte de Forcheville vont changer cette relation. Détestant désormais sa culture raffinée et le fait qu'il fréquente des salons plus huppés que le sien, Mme Verdurin cherche à jouer les entremetteuses et à séparer Odette de sa relation pour la mettre avec Forcheville. Swann développe alors une jalousie encore plus possessive et se met à espionner les faits et gestes de sa maîtresse, refusant encore une fois de reconnaître qu'elle n'est depuis le départ qu'une « femme entretenue ».
Ce n'est qu'après un rêve, par un rapprochement de la mémoire involontaire (très importante chez Proust), que Swann se rend compte de l'horrible vérité dans une tirade finale : il a souffert des années pour rien, pour une femme qu'il n'aimait pas, pour un être dont l'absence de réelle personnalité « donne l’illusion d’une profondeur insaisissable ». Par cette prise de conscience, Swann quitte pour toujours tout sentiment amoureux envers Odette… qu'il épousera pourtant quelques années plus tard, mais par devoir, pour préserver sa fille Gilberte.
La relation avec Odette, qui fait de Swann le « premier jaloux de la Recherche », préfigure toute la trajectoire du narrateur dans sa relation avec Albertine, à tel point qu'il finit aussi par vouloir transformer sa maîtresse en prisonnière, tout en rajoutant des éléments fondamentaux de compréhension pour l'ensemble du récit et en laissant des indices sur la conception de l'amour par Proust.

### Rapport avec les arts
« Et ainsi la beauté de la vie, mot en quelque sorte dépourvu de signification, stade situé en deçà de l'art et auquel j'avais vu s'arrêter Swann, était celui où, par ralentissement du génie créateur, idolâtrie des formes qui l'avaient favorisé, désir du moindre effort, devait un jour rétrograder peu à peu un Elstir »

— Marcel Proust, Du côté de chez Swann
Dans l'ensemble des sociétés décrites par Proust, Swann est probablement avec Charlus celui qui possède le plus de références culturelles. Ces compétences lui permettent aussi d'estimer instantanément la valeur culturelle ou mondaine d'un groupe en fonction des hiérarchies de goûts. Connaissant personnellement Bergotte, appréciant Gentile Bellini, Vermeer, Botticelli et Giotto di Bondone, c'est lui qui va jouer pour le narrateur un rôle d'initiateur de culture artistique.
Ses vastes connaissances vont créer dans son esprit un modèle de beauté artistique qu'il n'arrive pas à appliquer sur les individus réels, ce qui le pousse à une sorte de désillusion et de dégoût dans ses relations (et qu'il éprouve lors de sa première rencontre avec Odette). Son intérêt pour Vermeer, qu'il illustre par la mention de La Jeune Fille à la perle et de La Liseuse à la fenêtre, rehausse encore cette difficulté de Swann de transposer la grâce féminine représentée par l'artiste à la vie réelle. Chez Proust, les arts (et en particulier la musique et la peinture ici) ne sont pas des simples décorations du récit, mais constituent des associations fondamentales entre les créations artistiques et les relations amoureuses. Le parallèle peut notamment être exposé entre la vision de Swann sur Odette et sur la sonate de Vinteuil : d'abord indifférent à leurs simples beautés, elles lui deviennent indispensables par leurs rareté et par la sensation de manque par rapport à ses habitudes.
Swann, en entendant la sonate lors de la soirée Saint-Euverte, est le seul personnage qui montre une réaction semblable à celle du narrateur (lors de la célèbre scène de la madeleine) et qui ressent un même affaiblissement des sensations par la répétition de ce comportement (par exemple lorsqu'il demande à Odette de jouer la sonate sans cesse). C'est toutefois lors du concert Saint-Euverte qu'il apparaît clairement que Swann ne parvient pas à répondre effectivement à l'appel de la création artistique, ce qui le distingue fondamentalement du narrateur.
Ainsi, Swann est pour Proust l'exemple-type de la personnalité incapable de lutter contre son manque de volonté, avec comme conséquence l'échec de sa vocation artistique (illustré par sa tentative d'une biographie de Vermeer qu'il repousse toujours). C'est lui qui, avant le narrateur, indique les erreurs devant être commises avant d'arriver à être un véritable artiste (ce que Swann n'arrivera justement jamais à atteindre) et qui oriente un temps le jeune homme dans une fausse direction, vers la mondanité et le dilettantisme.
Le conflit patent entre la passion, voire l'idolâtrie pour l'Art d'une part, et la volonté d'une expression personnelle d'autre part, est un aspect très développé dans le roman proustien (et dont le narrateur est lui aussi victime, faisant incessamment référence à de nombreuses œuvres littéraires ou picturales). Incapable d'approfondir les émotions, les sensations personnelles que les œuvres soulèvent en lui, Swann renonce à en analyser la nature, et, conservant sa vision superficielle, ne demandant à l'art qu'un plaisir énigmatique, il restera un éternel dilettante.

### Swann comme figure juive
« Il y a certains Israélites très fins pourtant et mondains délicats, chez lesquels restent en réserve et dans la coulisse, afin de faire leur entrée à une heure donnée de leur vie, comme dans une pièce, un mufle et un prophète. Swann était arrivé à l’âge du prophète. »

— Marcel Proust, Sodome et Gomorrhe
Lui-même juif par sa mère Jeanne, née Weil, Proust décrit régulièrement l'antisémitisme ambiant de son époque à travers ses personnages et leurs discours. Trois personnages en sont principalement les cibles : Rachel, Bloch et Swann.
Même s'il est dit dans le texte que Swann est « d'origine juive », son assimilation dans une société aristocratique judéophobe est pleinement consacrée : membre du Jockey Club et chevalier de la Légion d'honneur, sa présence ne provoque plus que de rares réactions. Cependant, lors de l'affaire Dreyfus, Swann indignera beaucoup de ses relations par une attitude de dreyfusard convaincu, presque fanatique. Le narrateur remarque le retour fatal de l'hérédité et des origines sur la personnalité raffinée de l'ancien gentleman, reprenant le thème de l'atavisme familial si cher à la pensée proustienne. Alors que Swann représentait un modèle de mondain modéré, impartial et désengagé, la « nouvelle disposition du kaléidoscope » social que représente ce scandale le place dans un camp, comme elle polarise le reste de la société. « Greffées les unes sur les autres, la maladie mortelle, l’affaire Dreyfus, la propagande antisémite » l'ont transformé en ultra-dreyfusard, reconnaissable à son visage de prophète hébraïque.
Swann constitue l'opposé de la figure de Bloch. En effet, ce dernier est « mal élevé, névropathe, snob et appartenant à une famille peu estimée » mais cherche à se créer une position dans le monde; c'est lui la victime expiatoire concentrant tous les aspects négatifs du judaïsme et toutes les pulsions de rejet, jusqu'à aller à l'auto-persécution et à devenir un « juif antisémite ». Ainsi, servant de doublure à Swann, Bloch constitue un porteur risible de tous les aspects voyants et déplaisants de la judéité. Leurs différences symbolisent la rupture entre la perfection de l'assimilation de certains et son impossibilité pour d'autres, mais qui pourtant se rejoignent tous dans une « solidarité raciale » imaginaire de l'antisémitisme.
Ne désirant pas investir son narrateur de la charge de ses propres origines, Proust a préféré faire de ses personnages les dépositaires des stigmatisations qu'il a pu encourir durant sa vie. Ainsi, dans Sodome et Gomorrhe, Swann se retrouvera confronté aux mépris de ses anciennes relations pour ses origines et ses sympathies juives, voire à l'insensibilité du milieu Guermantes lors de l'annonce de sa mort prochaine.

### Swann, modèle du narrateur?
« Et pourtant, cher Charles Swann, que j'ai si peu connu quand j'étais encore si jeune et vous près du tombeau, c'est déjà parce que celui que vous deviez considérer comme un petit imbécile a fait de vous le héros d'un de ses romans, qu'on recommence à parler de vous et que peut-être vous vivrez »

— Marcel Proust, Le Temps retrouvé
Swann a une place assez particulière dans la Recherche. En plus des aspects particuliers exposés plus haut, il est le seul personnage auquel le narrateur se compare explicitement durant l'ensemble du récit. Même après sa mort (qui survient vers le milieu du récit, à partir de Sodome et Gomorrhe), il est régulièrement cité et présenté comme exemple, voire de façon extradiégétique (Proust parlant dans ces moments directement au lecteur, sans passer par l'intermédiaire du narrateur).
N'oublions pas que c'est lui qui inaugure le récit en étant l'agent provocateur du drame du coucher, en empêchant la mère de narrateur de venir l'embrasser lors de ses visites. C'est ainsi qu'auteur inconscient des tristesses du narrateur, il va perpétuer la sensation de privation de la présence d'une femme que lui-même avait ressenti pour Odette. C'est par ses visites que le futur écrivain est envoyé sur une pente douloureuse mais pouvant seule l'amener à découvrir la vérité sur l'Art.
Ce n'est d'ailleurs pas le seul moment où il va diriger le narrateur dans les grandes étapes de sa vie : c'est Swann qui, en tant que père de l'être aimé, va jouer un rôle essentiel dans la liaison avec Gilberte; c'est lui qui amène le jeune homme à s'intéresser à l'église de Balbec et à s'y rendre, lieu où il rencontrera Elstir, Robert de Saint-Loup (et donc indirectement la duchesse de Guermantes) et Albertine. En réalité, il exerce sur le narrateur une influence constante et très forte jusqu'à ce que ce dernier soit suffisamment fort pour s'en détacher.
Plus que cela, Swann va être le « compagnon de souffrance » du narrateur. Proust établit un clair parallélisme entre les deux personnages, que ce soit pour montrer la répétition de cycles et les effets de l'atavisme autant que pour indiquer les différences entre les deux personnalités. Ce n'est qu'en reniant, et de ce fait en dépassant l'exemple de l'ancien gentleman que l'écrivain peut finalement trouver sa propre voie vers la création.
Swann est ainsi en réalité un antihéros, opposé de la volonté du narrateur. En faisant de Swann un précurseur et un modèle de la jalousie que le narrateur éprouvera plus tard avec Gilberte ou Albertine, Proust fait d'Un amour de Swann un contretype de la Recherche, un récit où la prise de conscience finale des égarements de sa vie (amours inutiles, vide de la mondanité, etc.) n'aboutit jamais à la création artistique, et où le temps perdu ne se retrouve jamais.

## Apparitions dans laRecherche

### Du côté de chez Swann
Il apparaît dans la seconde partie du roman intitulée Un amour de Swann, récit quasiment autonome du reste de l'œuvre. Cette seconde partie, rédigée à la troisième personne, narre l'amour de Swann pour Odette, qu'il aime depuis qu'il sait qu'elle lui évoque la fille de Jethro de Botticelli. Swann, dans ce roman parisien, suit Odette et se prend d'un amour passion, obsessionnel et jaloux, annonçant l'amour du Narrateur envers Albertine. La fin de ce chapitre rapporte les pensées de Swann qui estime qu'il a perdu du temps à la recherche d'une femme qui n'était après tout pas son genre.
La troisième partie, Nom de pays : le nom, s'ouvre sur le mariage de Swann à une étrange Mme Swann. Ils ont ensemble une fille, Gilberte, avec qui le Narrateur joue aux Champs-Élysées. Il aime aussi observer Madame Swann, avenue du Bois, qui s'avèrera en réalité être Odette de Crécy, que Swann a finalement épousée.

### À l'ombre des jeunes filles en fleurs
[à compléter]

### Le Côté de Guermantes
[à compléter]

### Sodome et Gomorrhe
[à compléter]

### La Prisonnière
[à compléter]

### Albertine disparue
[à compléter]

### Le Temps retrouvé
[à compléter]

## Extraits
« Je reconnais la voix de Swann. On ne le reconnaissait en effet qu’à la voix, on distinguait mal son visage au nez busqué, aux yeux verts, sous un haut front entouré de cheveux blonds presque roux, coiffés à la Bressant, parce que nous gardions le moins de lumière possible au jardin pour ne pas attirer les moustiques et j’allais, sans en avoir l’air, dire qu’on apportât les sirops. »

 (Du côté de chez Swann, 63)

« Je le connais un peu, nous avons des amis communs (il n’osa pas dire que c’était le prince de Galles), du reste il invite très facilement et je vous assure que ces déjeuners n’ont rien d’amusant, ils sont d’ailleurs très simples, on n’est jamais plus de huit à table, répondit Swann qui tâchait d’effacer ce que semblaient avoir de trop éclatant aux yeux de son interlocuteur, des relations avec le Président de la République… »

 (Du côté de chez Swann, 314)

« Je ne pouvais me décider à quitter Swann. Il était arrivé à ce degré de fatigue où le corps d’un malade n’est plus qu’une cornue où s’observent des réactions chimiques. Sa figure se marquait de petits points bleu de Prusse, qui avaient l’air de ne pas appartenir au monde vivant, et dégageait ce genre d’odeur qui, au lycée, après les « expériences », rend si désagréable de rester dans une classe de « Sciences ». »

 (Le Côté de Guermantes, 560)

« Nous apprenons avec un vif regret que M. Charles Swann a succombé hier à Paris, dans son hôtel, des suites d’une douloureuse maladie. Parisien dont l’esprit était apprécié de tous, comme la sûreté de ses relations choisies mais fidèles, il sera unanimement regretté, aussi bien dans les milieux artistiques et littéraires, où la finesse avisée de son goût le faisait se plaire et être recherché de tous, qu’au Jockey-Club dont il était l’un des membres les plus anciens et les plus écoutés. Il appartenait aussi au Cercle de l’Union et au Cercle Agricole. »

 (La Prisonnière, 188)

« Swann était, au contraire, une remarquable personnalité intellectuelle et artistique ; et bien qu'il n'eût rien « produit » il eut la chance de durer un peu plus. Et pourtant, cher Charles Swann, que j'ai si peu connu quand j'étais encore si jeune et vous près du tombeau, c'est déjà parce que celui que vous deviez considérer comme un petit imbécile a fait de vous le héros d'un de ses romans, qu'on recommence à parler de vous et que peut-être vous vivrez. Si dans le tableau de Tissot représentant le balcon du Cercle de la rue Royale, où vous êtes entre Gallifet, Edmond de Polignac et Saint-Maurice, on parle tant de vous, c'est parce qu'on voit qu'il y a quelques traits de vous dans le personnage de Swann. »

 (La Prisonnière, 189)

## Modèles du personnage

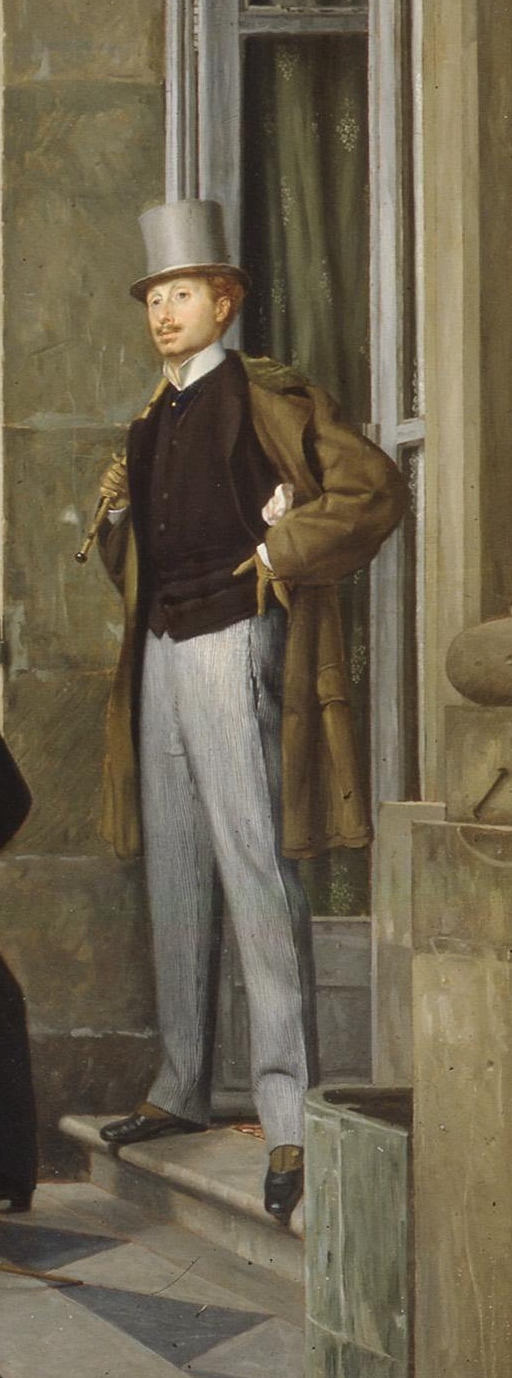
Détail du Cercle de la rue Royale représentant Charles Haas.

Le principal modèle de Proust pour le personnage de Swann est sans conteste Charles Haas, facilement identifiable par l'hommage final rendu par le narrateur après la mort de Swann où il le présente comme figurant sur Le Cercle de la rue Royale de James Tissot, tableau où est effectivement représenté Charles Haas. Homme du monde, seul juif à faire partie du célèbre Jockey Club, séducteur et cultivé, il est effectivement le point de départ du personnage de Swann (de l'aveu même de Proust). Le modèle a d'ailleurs été facilement repéré par Mme Straus, amie commune de Proust et de Haas, qui appela ce dernier « Swann-Haas » dans sa correspondance. Le mondain avait déjà été pris par Proust comme modèle du vicomte Perrotin dans Jean Santeuil, roman inachevé.
Sans constituer pour autant de réels modèles pour le personnage, d'autres personnalités de l'époque ont pu inspirer certains traits de Swann. Ainsi, un dialogue du Côté de Guermantes parle d'un tableau d'Elstir représentant une botte d'asperge (référence à un tableau de Manet) que Swann aurait voulu faire acheter au duc de Guermantes, reprenant une anecdote concernant Charles Ephrussi. La figure de Willie Heath (le dédicataire du livre Les Plaisirs et les Jours) a aussi été évoquée, sans cependant apporter de preuves satisfaisantes.

## Interprètes
- Jeremy Irons (VF : Pierre Arditi) dans Un amour de Swann de Volker Schlöndorff (1984)
- Bernard Pautrat dans Le Temps retrouvé de Raoul Ruiz (1999)
- Duncan Bell (en) dans À la recherche du temps perdu (en) (2000), adaptation théâtrale par Harold Pinter et Di Trevis (en) au Royal National Theatre de Londres
- Éric Ruf dans À la recherche du temps perdu de Nina Companeez  (2011)
- Loïc Corbery dans Le Côté de Guermantes, adaptation théâtrale écrite et mise en scène par Christophe Honoré à la Comédie-Française (2020)